# Ann Dowd
Ann Dowd (Holyoke, 30 de enero de 1956) es una actriz de cine, televisión y teatro estadounidense, reconocida por realizar una gran cantidad de papeles de reparto a lo largo de su carrera, ha aparecido en películas como Green Card (1990), Lorenzo's Oil (1992), Philadelphia (1993), Garden State (2004), The Manchurian Candidate (2004), Marley & Me (2008), Side Effects (2013), St. Vincent (2014), Captain Fantastic (2016) y Hereditary (2018). Interpretó el papel de Sandra en la cinta de suspenso Compliance (2012), por la que recibió el Premio National Board of Review en la categoría de mejor actriz de reparto.
En televisión, destacan sus papeles de Patti Levin en la serie de HBO, The Leftovers (2014-2017), actuación por la que recibió una nominación a los Premios Primetime Emmy en la categoría de mejor actriz de reparto en una serie dramática y el papel de Tía Lydia en la serie de Hulu, The Handmaid's Tale (2017-2025), ganando en esta oportunidad el mencionado premio en la misma categoría.

## Biografía
Dowd nació el 30 de enero de 1956, en Holyoke, Massachusetts. Su familia es católica irlandesa. Su hermano, John Dowd Jr., es presidente de The Dowd Agencies, una compañía de seguros fundada por su bisabuelo. La hermana de Dowd, Elizabeth Dowd, es terapeuta de desarrollo y coach de padres; su hermana Clare Dowd es directora ejecutiva del Creative Action Institute; Su hermana Deborah Dowd es psicoterapeuta y expresidenta del Instituto de Psicoanálisis de Massachusetts; y su hermano Gregory Dowd es doctor en medicina veterinaria.
Asistió a la escuela Williston Northampton, donde actuó en obras escolares. Dowd se interesó por la actuación desde muy joven, pero al principio su familia la disuadió porque no aprobaban que se dedicara a la actuación. Se graduó en 1978 del College of the Holy Cross en Worcester, Massachusetts, donde también estudió gran parte de su familia. En Holy Cross, cursó el programa de premedicina y tomó clases de actuación. 
Dowd atribuye a sus profesores y a su compañera de piso de entonces el mérito de convencerla de dejar la carrera de medicina y dedicarse a su pasión por la actuación. Dowd viajó a la ciudad de Nueva York para una audición para la Goodman School of Drama de la DePaul University en Chicago, donde recibió una MFA en Actuación. Mientras estaba en DePaul, Dowd recibió una prestigiosa beca de la Sarah Siddons Society, un premio que también había sido otorgado a Carrie Snodgress. Dowd fue compañera de clase de Elizabeth Perkins y también trabajó como camarera durante esta época.

## Carrera
Dowd debutó como actriz en la película para televisión, First Steps (1985) con su compañera actriz de teatro en Chicago, Megan Mullally. En 1987, obtendría el reconocimiento gracias a protagonizar la obra de teatro The Normal Heart en la ciudad de Chicago, en el papel de Emma Brookner. Gracias a dicho papel, Dowd obtuvo el Premio Joseph Jefferson a la mejor actriz de reparto.
En 1993, recibió el Premio Clarence Derwent por su debut en Broadway en la obra "Candida", protagonizada por Mary Steenburgen. Posteriormente, apareció en "Taking Sides" (1996) con Elizabeth Marvel y Vera Farmiga, quien fue suplente de Dowd. Dowd protagonizó Shiloh (1997) y sus secuelas, Shiloh 2: Temporada de Shiloh (1999) y Salvando a Shiloh (2006), como Louise Preston. Aparece en la película de culto de 1997, All Over Me y en Apt Pupil (1998), donde interpretó a la madre del personaje de Brad Renfro. 
Dowd ha actuado en dos películas dirigidas por Jonathan Demme: como Jill Beckett, hermana del personaje de Tom Hanks, Andrew Beckett, en Filadelfia (1993) y en El mensajero del miedo (2004), protagonizada por Meryl Streep. También en 2004, Dowd interpretó a la madre del personaje de Natalie Portman en Garden State y apareció en The Forgotten, protagonizada por Julianne Moore. En 2005, protagonizó junto a Gretchen Mol, The Notorious Bettie Page, interpretando a Edna Page, la madre de Bettie Page. También interpretó el papel de la Sra. Strank en la película de Clint Eastwood de 2006 Flags of Our Fathers.
En 2007, Dowd interpretó el papel de la hermana Aloysius en Doubt en el George Street Playhouse. El periódico, The New York Times, calificó su actuación como "escalofriante" y dijo que "era magistral en este papel". Un año más tarde, apareció en "The Seagull", protagonizada por Carey Mulligan y Kristin Scott Thomas. En 2011, Dowd actuó fuera de Broadway en "Blood from a Stone", interpretando a la madre de Ethan Hawke.
En 2021, fue elegida como Edna Garrett para la tercera entrega de Live in Front of a Studio Audience en ABC, que incluye tanto Diff'rent Strokes como el spin-off The Facts of Life.

## Vida personal
Dowd y su esposo, Lawrence "Larry" Arancio, son profesores de actuación y colaboradores frecuentes. Arancio, nacido en Nueva York, es escritor y presidente interino del programa Collaborative Arts Project 21 que también ha enseñado en el HB Studio y Columbia College Chicago. Ha trabajado con Lady Gaga como su profesor de actuación. Dowd y Arancio se conocieron mientras estudiaban en Chicago. Tienen tres hijos: Liam, Emily y Trust, y residen en la ciudad de Nueva York. Dowd es defensora de los hogares de acogida. El 27 de mayo de 2016, recibió el título en Doctorado en Bellas Artes, como alma mater por el College of the Holy Cross.

## Filmografía

### Cine
| Año  | Título                                                        | Papel                    | Notas   |
| ---- | ------------------------------------------------------------- | ------------------------ | ------- |
| 1990 | Green Card                                                    | Peggy                    |         |
| 1992 | Lorenzo's Oil                                                 | Pediatra                 |         |
| 1993 | Philadelphia                                                  | Jill Beckett             |         |
| 1994 | It Could Happen to You                                        | Carole                   |         |
| 1995 | Bushwhacked                                                   | Patterson                |         |
| 1996 | Shiloh                                                        | Louise Preston           |         |
| 1997 | All Over Me                                                   | Anne                     |         |
| 1998 | Apt Pupil                                                     | Monica Bowden            |         |
| 1999 | Shiloh 2: Shiloh Season                                       | Louise Preston           |         |
| 2001 | Amy & Isabelle                                                | Lenora                   |         |
| 2004 | Garden State                                                  | Olivia                   |         |
| 2004 | The Manchurian Candidate                                      | Congresista Beckett      |         |
| 2005 | The Notorious Bettie Page                                     | Edna Page                |         |
| 2006 | Shiloh 3: Saving Shiloh                                       | Louise Preston           |         |
| 2006 | Flags of Our Fathers                                          | Strank                   |         |
| 2007 | Alice Upside Down                                             | Sally                    |         |
| 2007 | Gardener of Eden                                              | Ma Harris                |         |
| 2007 | The Living Wake                                               | Bibliotecaria            |         |
| 2007 | The Babysitters                                               | Tammy Lyner              |         |
| 2008 | Familiar Strangers                                            | Dottie Worthington       |         |
| 2008 | Marley & Me                                                   | Dra. Platt               |         |
| 2009 | The Informant!                                                | Kate Medford             |         |
| 2011 | The Art of Getting By                                         | Sra. Grimes              |         |
| 2012 | Compliance                                                    | Sandra                   |         |
| 2012 | Bachelorette                                                  | Victoria                 |         |
| 2013 | Gimme Shelter                                                 | Kathy                    |         |
| 2013 | Side Effects                                                  | Sra. Taylor              |         |
| 2014 | St. Vincent                                                   | Shirley                  |         |
| 2014 | The Drop                                                      | Dottie Stipler           |         |
| 2015 | Our Brand Is Crisis                                           | Nell                     |         |
| 2016 | Captain Fantastic                                             | Abigail Bertrang         |         |
| 2016 | Norman: The Moderate Rise and Tragic Fall of a New York Fixer | Carol Raskin             |         |
| 2016 | Collateral Beauty                                             | Sally Price              |         |
| 2016 | The Great & The Small                                         | Detective Dupre          |         |
| 2017 | Hedgehog                                                      | Joan                     |         |
| 2018 | American Animals                                              | Betty Jean "BJ" Gooch    |         |
| 2018 | Nancy                                                         | Betty Freeman            |         |
| 2018 | Tyrel                                                         | Silvia                   |         |
| 2018 | Hereditary                                                    | Joan                     |         |
| 2018 | A Kid Like Jake                                               | Catherine                |         |
| 2020 | Cowboys                                                       | Detective Faith Erickson |         |
| 2020 | Rebecca                                                       | Sra. Van Hopper          | Netflix |
| 2021 | Mass                                                          | Linda                    |         |
| 2022 | The Independent                                               | Patricia Turnbull        |         |
| 2022 | Family Squares                                                | Judith                   |         |
| 2023 | The Exorcist: Believer                                        | Paula                    |         |
| 2024 | The Friend                                                    | Marjorie                 |         |

### Televisión
| Año       | Título                                 | Papel                        | Notas                                               |
| --------- | -------------------------------------- | ---------------------------- | --------------------------------------------------- |
| 1985      | First Steps                            | Debby                        | Telefilme                                           |
| 1990      | The Days and Nights of Molly Dodd      | Courtney                     | 1 episodio                                          |
| 1991      | Law & Order                            | Teresa Franz                 | 1 episodio                                          |
| 1994      | Law & Order                            | Dorothy Baxter               | 1 episodio                                          |
| 1994      | Heaven & Hell: North & South, Book III | Maureen                      | 3 episodios                                         |
| 1994      | The Cosby Mysteries                    |                              | Telefilme                                           |
| 1995      | Chicago Hope                           | Eleanor Robertson            | 1 episodio                                          |
| 1995      | Kingfish: A Story of Huey Long         | Rose McConnell Long          | Telefilme                                           |
| 1996      | Law & Order                            | Patricia Smith               | 1 episodio                                          |
| 1997–1998 | Nothing Sacred                         | Maureen "Mo" Brody           | 20 episodios                                        |
| 1999–2000 | Judging Amy                            | Sra. Schleewee               | 2 episodios                                         |
| 1999      | Providence                             | Mary                         | 1 episodio                                          |
| 1999      | The X-Files                            | Sra. Reed                    | 1 episodio                                          |
| 2000      | NYPD Blue                              | Ann Collins                  | 1 episodio                                          |
| 2000      | Freaks and Geeks                       | Cookie Kelly                 | 2 episodios                                         |
| 2000      | Family Law                             |                              | 1 episodio                                          |
| 2001–2002 | The Education of Max Bickford          | Jean                         | 3 episodios                                         |
| 2001      | Law & Order: Special Victims Unit      | Louise Durning               | 1 episodio                                          |
| 2002–2003 | Third Watch                            | Beth Markham                 | 3 episodios                                         |
| 2003      | Law & Order                            | Dra. Beth Allison            | 1 episodio                                          |
| 2003      | Touched by an Angel                    | Paula                        | 1 episodio                                          |
| 2003      | Law & Order: Special Victims Unit      | Sally Wilkens                | 1 episodio                                          |
| 2004      | Law & Order: Criminal Intent           | Laurie Manotti               | 1 episodio                                          |
| 2004      | House                                  | Madre superiora              | 1 episodio                                          |
| 2005      | Law & Order: Trial by Jury             | Karen Ames                   | 1 episodio                                          |
| 2007      | House                                  | Madre superiora              | 1 episodio                                          |
| 2009      | Law & Order: Special Victims Unit      | Lillian Siefeld              | 1 episodio                                          |
| 2009      | Taking Chance                          | Gretchen                     | Telefilme                                           |
| 2010      | Louie                                  | Monja                        | 1 episodio                                          |
| 2011      | Pan Am                                 | Marjorie Lowrey              | 1 episodio                                          |
| 2013–2014 | Masters of Sex                         | Estabrook Masters            | 7 episodios                                         |
| 2014      | True Detective                         | Betty Childress              | 1 episodio                                          |
| 2014      | Love's a Bitch                         | Madre de Wes                 | 1 episodio                                          |
| 2014      | The Divide                             | Ida Bankowski                | 2 episodios                                         |
| 2014–2017 | The Leftovers                          | Patti Levin                  | 14 episodios                                        |
| 2014      | Olive Kitteridge                       | Bonnie Newton                | 4 episodios                                         |
| 2014      | Big Driver                             | Ramona Norville              | Telefilme                                           |
| 2016      | Quarry                                 | Naomi                        | 4 episodios                                         |
| 2016–2017 | Good Behavior                          | Rhonda Lashever              | 7 episodios                                         |
| 2017      | Girls                                  | Phaedra                      | 1 episodio                                          |
| 2017–2025 | The Handmaid's Tale                    | Lydia Clements               | 45 episodios                                        |
| 2018–2019 | 3Below: Tales of Arcadia               | Zeron Omega (voz)            | 6 episodios                                         |
| 2019      | Lambs of God                           | Hermana Margarita            | 4 episodios                                         |
| 2021      | Search Party                           | Paula Jo Bridgewater         | 2 episodios                                         |
| 2021      | Live in Front of a Studio Audience     | Edna Garrett                 | Episodio: "Diff'rent Strokes and The Facts of Life" |
| 2023      | The Other Two                          | Paula Davies                 | 1 episodio                                          |
| 2023      | American Dad!                          | Miss Macadoo / Deborah (voz) | 2 episodios                                         |

### Teatro
| Año  | Título                                  | Papel                 | Teatro                        |
| ---- | --------------------------------------- | --------------------- | ----------------------------- |
| 1983 | A Different Moon                        | Sarah                 | Next Theatre Company, Chicago |
| 1986 | Uncle Vanya                             | Sonya                 | Court Theatre, Chicago        |
| 1987 | The Normal Heart                        | Emma Brookner         | Ivanhoe Theatre, Chicago      |
| 1988 | The Glass Menagerie                     | Laura Wingfield       | Court Theatre, Chicago        |
| 1989 | The Paper Gramophone                    | Victoria              | Hartford Stage                |
| 1989 | The Crucible                            | Abigail Williams      | Long Wharf Theatre            |
| 1990 | New York 1937                           | Elsie                 | Jewish Repertory Theatre      |
| 1993 | Candida                                 | Proserpine Garnett    | Criterion Center Stage Right  |
| 1996 | Taking Sides                            | Tamara Sachs          | Brooks Atkinson Theatre       |
| 2001 | An Immaculate Misconception             | Dr. Melanie Laidlaw   | Primary Stages                |
| 2004 | The Happy Journey to Trenton and Camden | Ma                    | Connelly Theater              |
| 2004 | Pullman Car Hiawatha                    | A Stout Amiable Woman | Connelly Theater              |
| 2007 | Doubt                                   | Hermana Aloysius      | George Street Playhouse       |
| 2008 | The Seagull                             | Polina                | Walter Kerr Theatre           |
| 2009 | Quartermaine's Terms                    | Melanie Garth         | Williamstown Theatre Festival |
| 2011 | Blood from a Stone                      | Margaret              | Acorn Theatre                 |

### Audiolibros
| Año  | Título          | Autor(a)        | Papel     |
| ---- | --------------- | --------------- | --------- |
| 2019 | Los testamentos | Margaret Atwood | Tía Lydia |

## Premios y nominaciones
Premios BAFTA
| Año  | Categoría               | Trabajo nominado | Resultado |
| ---- | ----------------------- | ---------------- | --------- |
| 2021 | Mejor actriz de reparto | Mass             | Nominada  |

Premios de la Crítica Cinematográfica
| Año        | Categoría                                 | Trabajo nominado    | Resultado |
| ---------- | ----------------------------------------- | ------------------- | --------- |
| Cine       |                                           |                     |           |
| 2013       | Mejor actriz de reparto                   | Compliance          | Nominada  |
| 2021       | Mejor actriz de reparto                   | Mass                | Nominada  |
| Televisión |                                           |                     |           |
| 2016       | Mejor actriz de reparto en serie de drama | The Leftovers       | Nominada  |
| 2018       | Mejor actriz de reparto en serie de drama | The Handmaid's Tale | Ganadora  |

Premios Globos de Oro
| Año  | Categoría                                       | Trabajo nominado    | Resultado |
| ---- | ----------------------------------------------- | ------------------- | --------- |
| 2017 | Mejor actriz de reparto - Miniserie o telefilme | The Handmaid's Tale | Nominada  |

Premios Independent Spirit
| Año  | Categoría               | Trabajo nominado | Resultado |
| ---- | ----------------------- | ---------------- | --------- |
| 2013 | Mejor actriz de reparto | Compliance       | Nominada  |
| 2021 | Premio Robert Altman    | Mass             | Ganadora  |

Premios Primetime Emmy
| Año  | Categoría                                 | Trabajo nominado    | Resultado |
| ---- | ----------------------------------------- | ------------------- | --------- |
| 2017 | Mejor actriz invitada - Serie dramática   | The Leftovers       | Nominada  |
| 2017 | Mejor actriz de reparto - Serie dramática | The Handmaid's Tale | Ganadora  |
| 2018 | Mejor actriz de reparto - Serie dramática | The Handmaid's Tale | Nominada  |
| 2021 | Mejor actriz de reparto - Serie dramática | The Handmaid's Tale | Nominada  |

Premios del Sindicato de Actores
| Año  | Categoría                            | Trabajo nominado    | Resultado |
| ---- | ------------------------------------ | ------------------- | --------- |
| 2016 | Mejor reparto                        | Captain Fantastic   | Nominada  |
| 2017 | Mejor reparto en una serie dramática | The Handmaid's Tale | Nominada  |
| 2018 | Mejor reparto en una serie dramática | The Handmaid's Tale | Nominada  |
| 2019 | Mejor reparto en una serie dramática | The Handmaid's Tale | Nominada  |